# Jezdovice
Jezdovice település Csehországban, a Jihlavai járásban. Jezdovice Dolní Cerekev és Třešť településekkel határos. Lakosainak száma 254 fő (2024. január 1.).

## Népesség
A település lakosságának változását az alábbi diagram mutatja:
| Lakosok száma | 453  | 440  | 424  | 305  | 237  | 249  | 248  | 253  | 246  | 254  |
|               | 1869 | 1890 | 1921 | 1950 | 1980 | 2001 | 2017 | 2019 | 2022 | 2024 |